# 서울특별자유시참사회
서울특별자유시 참사회의(參事會議) 또는 서울특별자유시참사회, 서울특별시 참사회의는 1947년 2월 27일 미 군정에 의해 개설되어 1948년 8월 15일 대한민국 정부 수립 후 폐지된, 광복 후 한국 최초의 광역의회이자 서울특별자유시의 첫 의회였다. 참사회의 의원은 관선으로 미 군정에 의해 임명되었다.

## 배경
미 군정은 1946년 3월 24일 조선총독부에 의해 시행, 선거하던 부군면협의회의 기능을 정지, 폐지하였다. 그런데 미 군정은 1946년 8월 서울시 헌장을 발표하여 서울시 의결기관인 민선 참사회의 구성을 시도했으나 여건, 자금 문제 등으로 바로 추진되지 못하고 미루어졌다.

## 개요
참사회의 의원은 시민에 의해서 직접 선출되지 못하고 1947년 2월 27일에 법조계(法曹界)에서 서광설(徐光卨), 언론계(言論界)에서 조동식(趙東植), 공업계(工業界)에서 박정식(朴定植) 등 각계에 교섭하여 관선참사(官選參事) 8명을 임명하여 동년 4월 10일에는 서울시 예산을 의결하는 등 市의 의결기관으로 운영되었다.
초대 참사회의 의원은 서광설(변호사), 조동식(동덕학교 교장), 김승식(조선통신사 사장), 오한영(의학박사), 박정근(동련 회장), 권영일(경성고무), 박윤진(불교계 대표), 이종태(은행가)였다.
3월 4일 서울특별시청에서 참사 8인이 첫 회합을 하였다. 3월 13일 서울시참사회의 의원 박윤진이 사고로 사퇴하고 목사 김영주가 보궐 선출되었다. 10월 24일 김중식(金亟植(김극식))이종태(李鍾泰(이종태)의 사임으로, 상호신용은행 두취 김동성(), 민규식이 참사회의 의원으로 보선되었다.
서울특별시의 최초의 지역의회였고 서울시청의 예산 집행을 감독, 질의하였지만 의원은 모두 관선이었다. 1948년 8월 15일 대한민국 정부가 수립됨에 따라서 이 참사회는 해산되었다.

## 같이 보기
- 서울특별시의회

## 참고 자료
- 영등포구, 《永登浦區誌》 (서울特別市 永登浦區, 1991) 128페이지
- "서울市 參事 八名을 選定", 1947.02.27 동아일보 2면 사회
- "서울市 官選 參事들 決定", 1947.02.27 경향신문 2면 사회